# Deva
Deva (maďarsky Déva, německy Diemrich) je město v rumunské župě Hunedoara, na řece Mureș a zároveň jejím hlavním městem. Ve městě žije přibližně 53 tisíc obyvatel.

## Historie
Název města pochází nejspíše se starého dákského slova dava, které označovalo pevnost (dnes se také dochovalo v názvech Pelendava, Piroboridava, Zargidava atd.). Existují ale i další teorie, podle nichž je původem názvu města latinský název římského regionu Castrum Deva. Na středověkých mapách je zmíněné pod názvy Deva či Dewan.
První zmínky o městu pocházejí z roku 1269. Za vlády Jánose Hunyadiho se město stalo důležitým vojenským i obchodním centrem. Poničili ho Osmané při jednom ze svých nájezdů v roce 1550, poté bylo ale obnoveno a jeho pevnost rozšířena. V roce 1621 zde kníže Gabriel Betlen přebudoval hrad Magna Curia (také známý jako Betlenův hrad) v renesančním stylu.

## Ekonomika
Pro ekonomiku města má největší význam hornictví, potravinářství a energetika. Roku 1990 tu vznikla univerzita zaměřená na ekologii a turistiku, působí tu i univerzity z Kluže a Temešváru.
Ve městě se nachází významná železniční stanice na trati Arad – Brašov – Bukurešť.